# Long Crichel
Long Crichel är  en by i civil parish Crichel, i kommunen Dorset, i Storbritannien. Den ligger i grevskapet Dorset och riksdelen England, i den södra delen av landet, 150 km sydväst om huvudstaden London. Long Crichel var en civil parish fram till 2015 när blev den en del av Crichel. Civil parish hade 81 invånare år 2001. Byn nämndes i Domedagsboken (Domesday Book) år 1086, och kallades då Circel.